# NAME (サクラメリーメンのアルバム)
『NAME』（ネーム）は、サクラメリーメン初のコンピレーション・アルバム。2011年9月14日にFlyingStar Recordsからリリース。

## 概要
デビュー5周年記念作品（2011年当時）。数々のタイアップを獲得した楽曲を網羅したシングル・コレクション。配信限定曲、流通限定シングル、完全未収録音源も初パッケージ化。

## 収録曲
1. サイハテホーム（3:57）
2. 黄昏オレンジ（2:51）
3. マーガレット（4:30）
4. コロナ（4:17）
5. 君のカケラ（4:14）
6. 待ちぼうけ（4:15）
7. リリィの愛の歌（4:49）
8. 夏影（3:14）
9. ブルーバード（4:40）
10. てとて（3:56）
11. 王様のたからもの（3:01）
12. ロマンチック（Bonus Track）（5:05）

## タイアップ
- 王様のたからもの
  - NHK『みんなのうた』2009年2月・3月放送楽曲